# دييغو كامبوس
دييغو كامبوس (بالإسبانية: Diego Campos)‏ (19 مايو 1988 بغوادالاخارا في المكسيك - ) هو لاعب كرة قدم مكسيكي في مركز الوسط. لعب مع نادي أطلس ونادي بويبلا ونادي تيكوس ونادي جامعة غوادالاخارا.

## وصلات خارجية
- دييغو كامبوس على موقع قاعدة بيانات كرة القدم.إي يو (الإنجليزية)
- دييغو كامبوس على موقع Soccerway.com (الإنجليزية)